# Taylors Falls (Minnesota)
Pour les articles homonymes, voir Taylors Falls.
Taylors Falls est une ville américaine située dans le Comté de Chisago, dans le Minnesota. Selon le recensement de 2010, sa population est de 976 habitants.